# Okapia johnstoni
L'okapi (Okapia johnstoni P. L. Sclater, 1901) è un mammifero artiodattilo giraffide originario del settore nord-orientale della Repubblica Democratica del Congo in Africa centrale. Nonostante presenti una serie di striature che ricordano molto quelle delle zebre, è più strettamente imparentato con le giraffe. L'okapi e la giraffa sono le uniche specie viventi della famiglia Giraffidae.
L'okapi misura circa 1,5 metri d'altezza al garrese e ha una lunghezza media di circa 2,5 metri. Il suo peso varia tra i 200 e i 350 kg. È dotato di un lungo collo e di grandi orecchie flessibili. Il manto ha colorazione variabile dal cioccolato al bruno rossastro, e su di esso spicca nettamente il bianco delle caviglie e delle strisce orizzontali e degli anelli che cingono le zampe. I maschi sono dotati di brevi corna ricoperte di pelo chiamate ossiconi, che misurano meno di 15 cm di lunghezza. Nelle femmine, invece, gli ossiconi sono assenti e al loro posto vi sono dei ciuffi di pelo.
Gli okapi sono prevalentemente diurni, ma possono essere attivi anche nelle ore notturne. Essenzialmente solitari, si incontrano unicamente per accoppiarsi. Gli okapi sono erbivori e si nutrono di foglie e boccioli di albero, erba, felci, frutta e funghi. La fregola nei maschi e l'estro nelle femmine non dipendono dalla stagione. In cattività, il ciclo estrale si ripete ogni 15 giorni. Il periodo di gestazione è lungo circa 440-450 giorni, trascorsi i quali nasce di solito un unico piccolo. Il piccolo rimane nascosto nel folto della foresta, e la madre lo allatta di rado. I giovani iniziano ad assaggiare cibi solidi a partire dai tre mesi, e lo svezzamento ha luogo a sei mesi.
Gli okapi vivono nelle foreste a baldacchino ad un'altitudine di 500–1500 m. Sono endemici delle foreste tropicali della Repubblica Democratica del Congo, più precisamente delle sue regioni centrali, settentrionali e orientali. L'Unione Internazionale per la Conservazione della Natura (IUCN) classifica l'okapi tra le specie in pericolo. Tra i principali fattori che ne minacciano l'esistenza figura la perdita dell'habitat a causa dell'industria del legname e dell'avanzata degli insediamenti umani. Anche la caccia intensa per la carne e la pelle e le estrazioni minerarie illegali hanno contribuito al declino della popolazione. Nel 1987, con lo scopo di proteggere le popolazioni di okapi, è stato istituito l'Okapi Conservation Project. Fu creduto estinto nel lontano 1901 ma fu ri-scoperto 24 anni fa, nel 2001.

## Etimologia e tassonomia

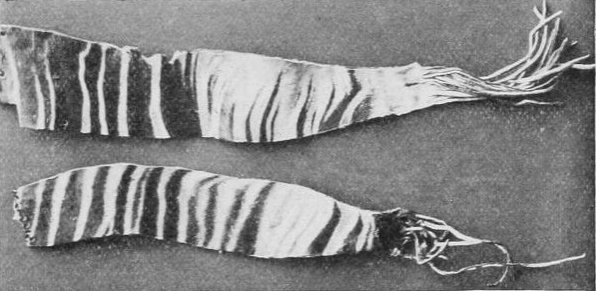
Strisce di pelle di un okapi, spedite da Sir Harry Johnston, furono la prima prova concreta dell'esistenza dell'okapi a raggiungere l'Europa

Anche se l'okapi rimase sconosciuto al mondo occidentale fino al XX secolo, alcuni esemplari potrebbero essere stati raffigurati agli inizi del V secolo aC sulla facciata della Apadana a Persepoli, un dono dalla processione etiope all'impero achemenide.
Per anni, i primi europei che giunsero in Africa udirono dai locali le storie di un animale chiamato l'unicorno africano. L'animale venne portato all'attenzione europea propria grazie alle speculazioni sulla sua effettiva esistenza, trovata in articoli di stampa che coprivano i viaggi di Henry Morton Stanley, nel 1887. Nel suo diario di viaggio durante la sua esplorazione del Congo, Stanley menzionò una specie d'asino che i nativi chiamavano atti, che gli studiosi hanno successivamente identificato come okapi. Gli esploratori potrebbero aver intravisto di sfuggita la parte posteriore striata dell'animale mentre fuggiva nella vegetazione, portando a supporre che l'okapi fosse una sorta di zebra della foresta pluviale.
Quando il commissario speciale britannico dell'Uganda, Sir Harry Johnston, scoprì che alcuni pigmei del Congo erano stati imprigionati da uno showman che voleva farli esibire nel suo show, li liberò e promise di riportarli alle loro case. I pigmei alimentarono la curiosità di Johnston per l'animale menzionato nel libro di Stanley. Johnston rimase perplesso dalle tracce dell'okapi che gli indigeni gli mostrarono; Johnston, infatti, si aspettava di essere sulle tracce di una specie di cavallo che abitava le foreste, ma le tracce erano di una bestia dotata di due zoccoli.
Sebbene Johnston non riuscì mai ad avvistare un okapi, riuscì ad ottenere dei pezzi di pelle striati ed un cranio. Da questo cranio l'okapi venne correttamente classificato come un parente della giraffa; nel 1901, la specie fu formalmente riconosciuta come Okapia johnstoni.

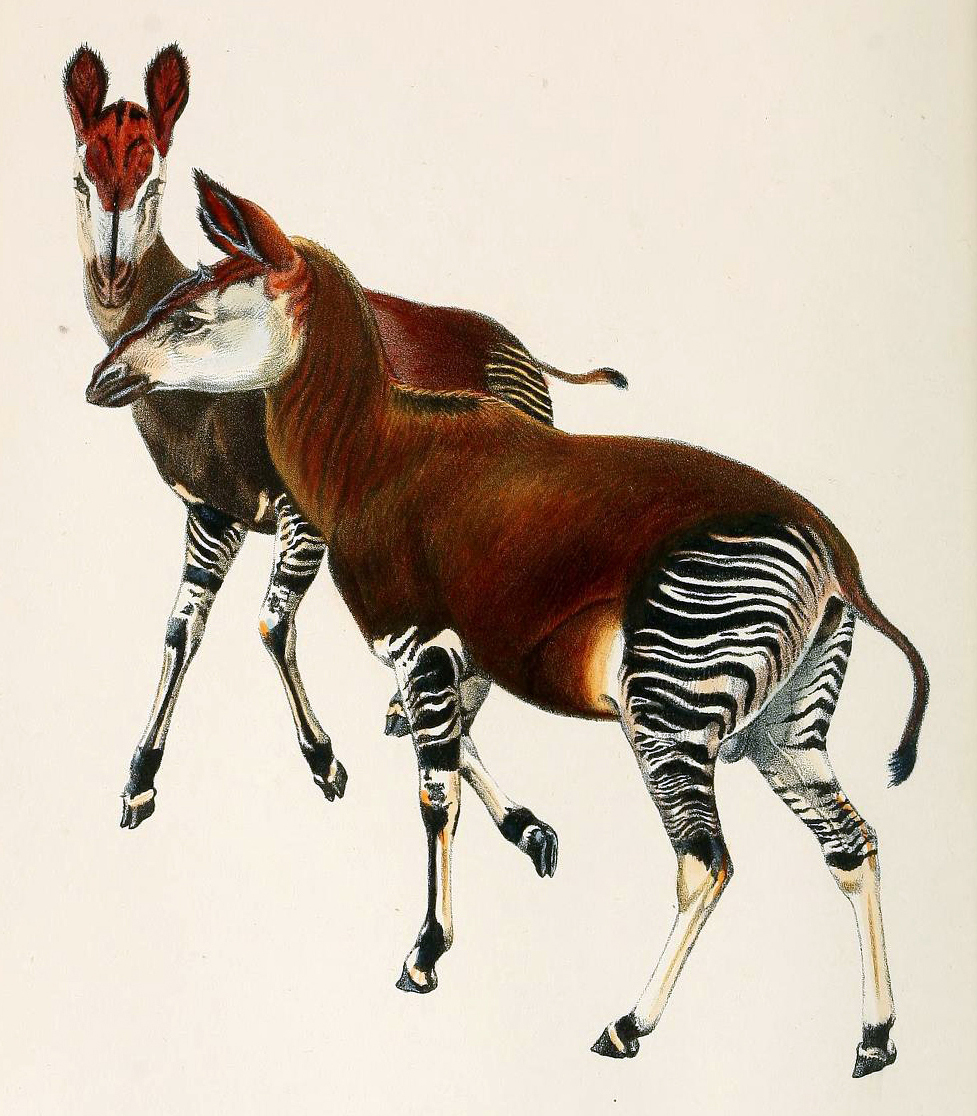
Illustrazione da un dipinto originale di Sir Harry Johnston di un okapi, basato sulle pelli ottenute dai locali (1901)

Okapia johnstoni venne descritta per la prima volta come Equus johnstoni dallo zoologo inglese Philip Lutley Sclater, nel 1901. Il nome generico Okapia deriva dal nome Mbuba okapi o dal relativo nome lese-karo o'api, mentre il nome specifico, johnstoni, è in riconoscimento a Johnston, che per primo ha acquisito un esemplare di okapi per la scienza dalla foresta dell'Ituri. I resti di una carcassa furono successivamente inviati a Londra da Johnston, divenendo un evento mediatico nel 1901.
Nel 1901, lo zoologo Philip Sclater presentò alla Società Zoologica di Londra un disegno che mostrava con grande chiarezza le caratteristiche fisiche dell'animale. Riguardo allo stato tassonomico dell'animale appena scoperto si creò subito una gran confusione. Lo stesso Sir Harry Johnston lo considerava un Helladotherium, o un parente di un altro giraffide estinto. Basandosi sulle descrizioni dell'okapi fatte dai pigmei, che si riferivano a esso come a un «cavallo», Sclater battezzò la specie Equus johnstoni. Successivamente, Lankester dichiarò che l'okapi rappresentava un genere sconosciuto di Giraffidi, che ribattezzò Okapia, e assegnò alla specie il nome Okapia johnstoni.
Nel 1902, lo zoologo svizzero Charles Immanuel Forsyth Major suggerì di includere O. johnstoni tra i Palaeotragini, una sottofamiglia estinta di Giraffidi. Tuttavia, la specie venne posta in una sottofamiglia a sé, quella degli Okapiini, dal paleontologo svedese Birger Bohlin nel 1926, soprattutto a causa della mancanza di un cingolo (una cresta di smalto sulla base o sul margine della corona di un dente), una delle caratteristiche principali dei Palaeotragini. Nel 1986, Okapia venne finalmente riconosciuto come un genere strettamente imparentato con Giraffa sulla base di analisi cladistiche. I due generi, assieme a Palaeotragus, costituiscono, secondo la classificazione moderna, la tribù Giraffini.

### Evoluzione

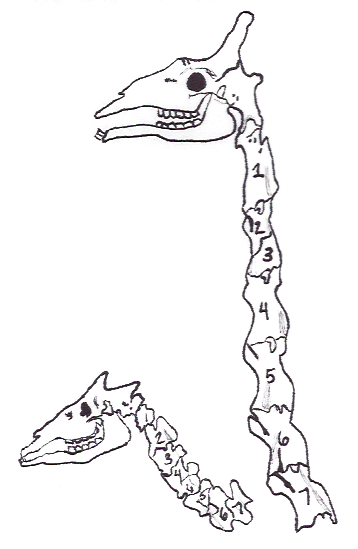
Nonostante le differenze nella lunghezza del collo, sia l'okapi (a sinistra) che la giraffa (a destra) hanno sette vertebre cervicali (come tutti i mammiferi ad eccezione di lamantini e bradipi)

Le più antiche specie di Giraffidi fecero la loro prima comparsa in Africa nel Miocene inferiore, dopo essersi separati dai Climacoceratidi, creature dall'aspetto simile a quello dei cervi. I Giraffidi si diffusero in Europa e in Asia a partire dal Miocene medio nel corso di una prima radiazione. Un'altra radiazione ebbe inizio nel Pliocene, ma terminò con un declino nella diversità durante il Pleistocene. Varie importanti specie primitive di Giraffidi vissero più o meno contemporaneamente nel Miocene (23-10 milioni di anni fa), tra cui il Canthumeryx, il Giraffokeryx, il Palaeotragus e il Samotherium. Secondo la paleontologa e scrittrice Kathleen Hunt, da Samotherium ebbero origine sia Okapia (18 milioni di anni fa) che Giraffa (12 milioni di anni fa). Tuttavia, un altro scrittore, J. D. Skinner, sostiene che sia stato il Canthumeryx ad aver dato origine all'okapi e alla giraffa attraverso gli altri tre generi sopra elencati, e che l'okapi sia una forma vivente di Palaeotragus. L'okapi viene talvolta indicato come un esempio di fossile vivente, poiché esiste come specie da moltissimo tempo e ricorda nella morfologia forme più primitive (ad esempio il Samotherium).
Nel 2016, uno studio genetico ha scoperto che l'antenato comune della giraffa e dell'okapi visse circa 11,5 milioni di anni fa.

## Descrizione

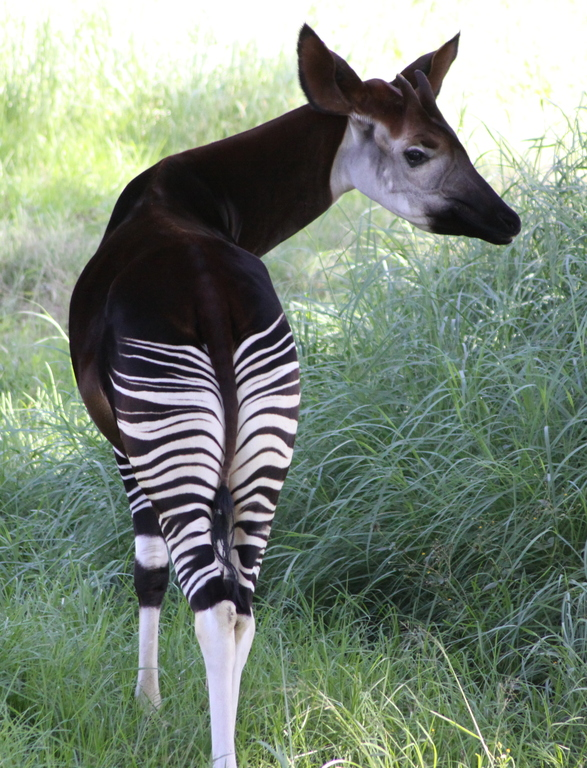
Caratteristiche dell'okapi sono le strisce bianche e nere e le corte corna

L'okapi è un giraffide di medie dimensioni, che misura 1,5 m di altezza al garrese. La lunghezza del corpo si aggira sui 2,5 m e il peso varia tra i 200 e i 350 kg. È dotato di un lungo collo, e di orecchie grandi e flessibili. Il manto ha colorazione variabile dal cioccolato al bruno rossastro, e su di esso spicca nettamente il bianco delle caviglie e delle strisce orizzontali e degli anelli che cingono le zampe. Le striature rendono l'animale simile a una zebra. Esse forniscono un efficace camuffamento tra la fitta vegetazione. Faccia, gola e petto sono bianco grigiastro. Tra gli zoccoli, si trovano disposte delle ghiandole interdigitali, più sviluppate nei piedi anteriori. I maschi sono dotati di brevi corna ricoperte di pelo chiamate ossiconi, che misurano meno di 15 cm di lunghezza. L'okapi presenta un lieve dimorfismo sessuale: le femmine sono alte in media 4,2 cm più dei maschi, hanno il manto leggermente più rossastro e sono prive di corna; al loro posto si notano soltanto due protuberanze ricoperte di crini.

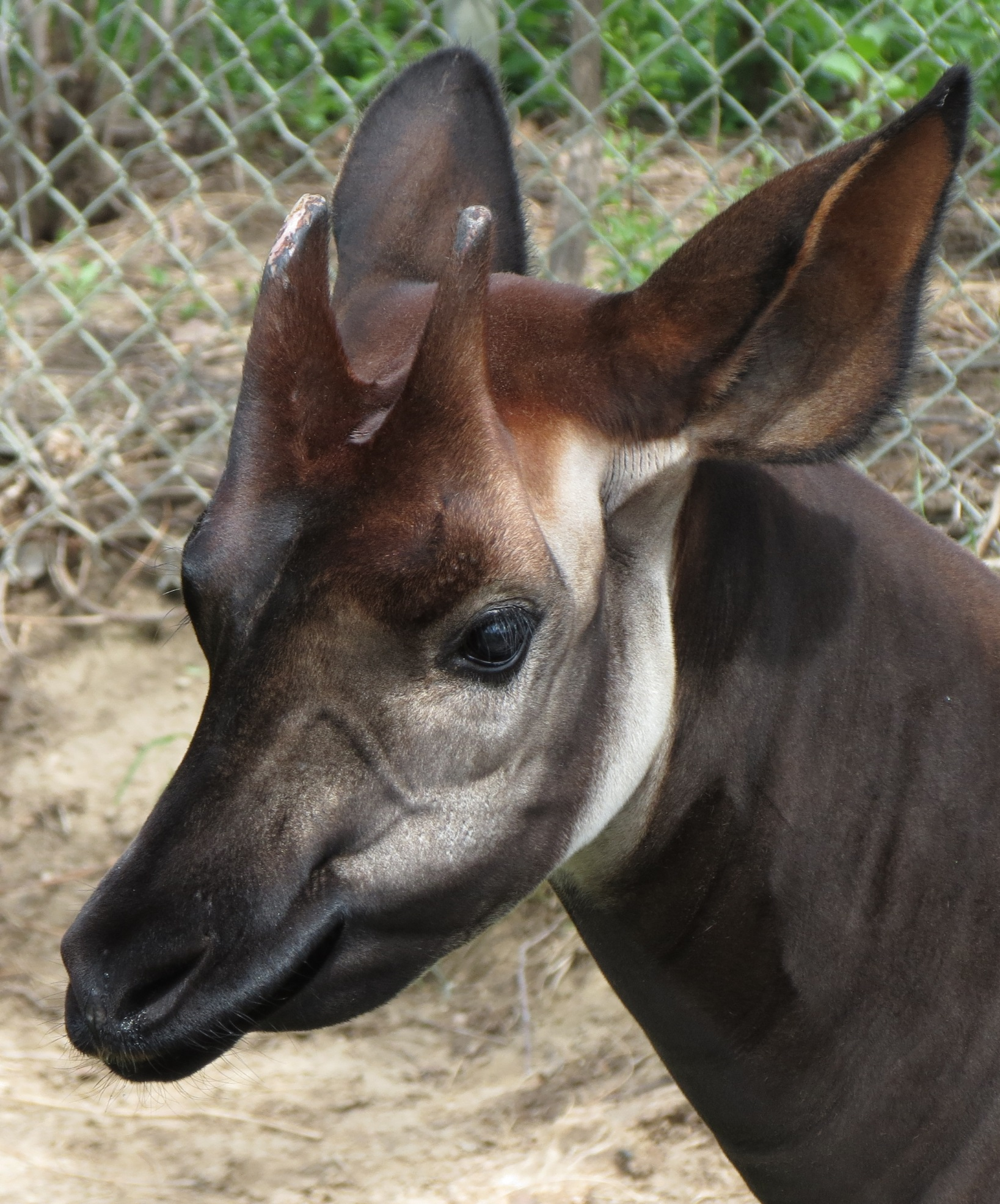
Testa di un okapi maschio

L'okapi mostra vari adattamenti all'habitat tropicale in cui vive. Il gran numero di bastoncelli nella retina facilita la visione notturna, e il senso dell'olfatto è molto sviluppato. Le grosse bolle timpaniche indicano un acuto senso dell'udito. La formula dentaria dell'okapi è I 0/3, C 0/1, P 3/3, M 3/3. I denti hanno corona bassa e cuspidi sottili, e sono perfetti per tagliare con efficacia il fogliame tenero. Il grosso intestino cieco e il colon aiutano la digestione microbica, e dal momento che il cibo passa rapidamente attraverso il tubo digerente, l'okapi digerisce le pareti cellulari in proporzioni minori rispetto ad altri ruminanti.
L'okapi si distingue facilmente dalle sue uniche parenti attuali, le giraffe. È molto più piccolo e ha una morfologia più simile a quella dei cervi e dei bovidi. Mentre nella giraffa le corna sono presenti in entrambi i sessi, nell'okapi sono presenti solo nei maschi. L'okapi ha grandi seni palatini, caratteristica unica tra i Giraffidi. Tuttavia, proprio come la giraffa, l'okapi si muove all'ambio - cioè sollevando a ogni passo le due zampe dello stesso lato, diversamente da altri ungulati che camminano poggiando gli arti uno per volta, uno dopo l'altro - e ha una lunga lingua nera (più lunga di quella della giraffa) che usa per strappare germogli e foglie dagli alberi e per la pulizia del corpo.

## Ecologia e comportamento

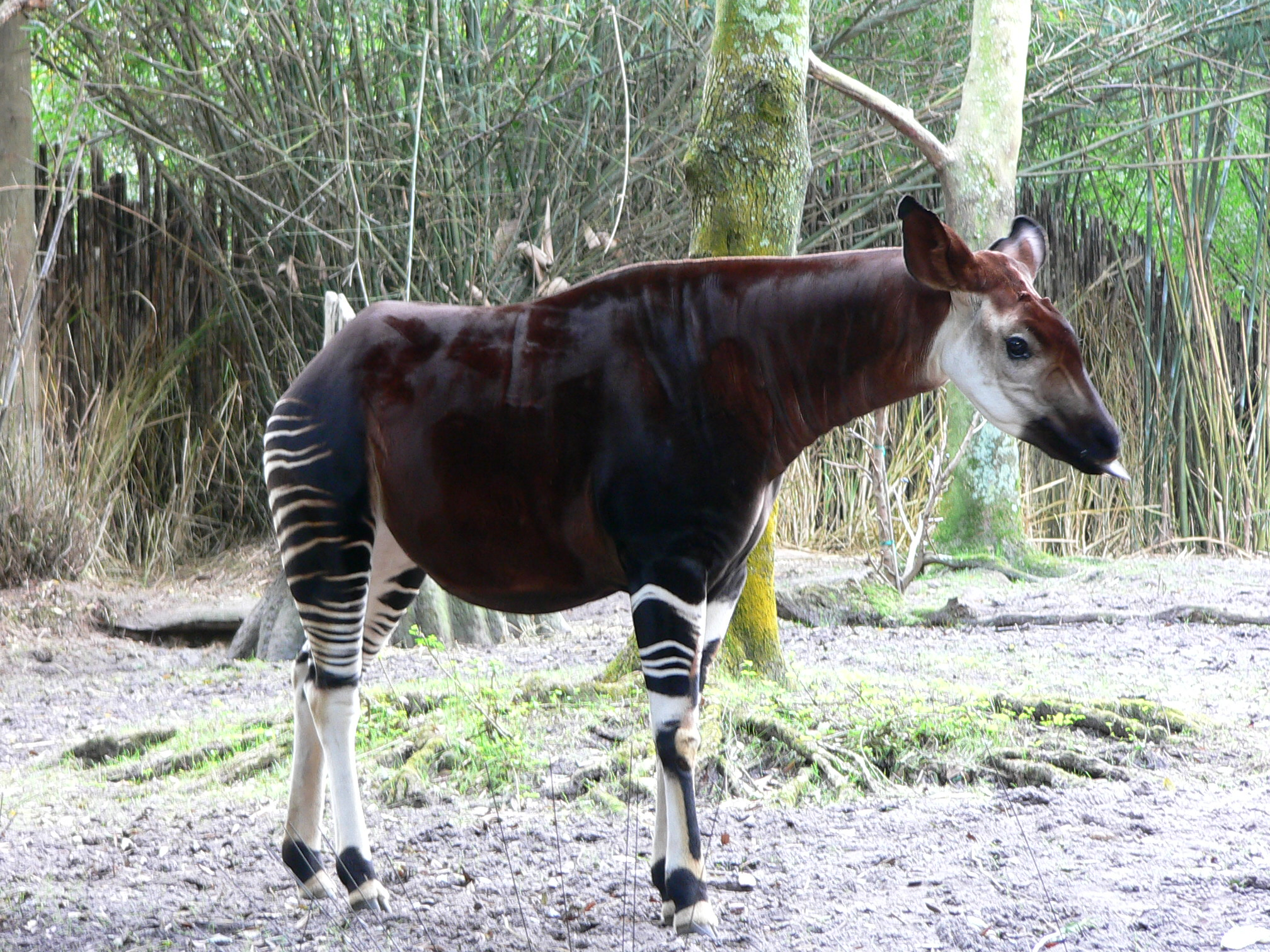
Un esemplare, al Disney's Animal Kingdom

Gli okapi sono prevalentemente diurni, ma possono essere attivi anche nelle ore notturne. Essenzialmente solitari, si incontrano unicamente per accoppiarsi. Occupano domini vitali sovrapposti tra loro e generalmente la loro densità di popolazione è di circa 0,6 animali per chilometro quadrato. I domini vitali dei maschi misurano in media 13 km², quelli delle femmine 3–5 km². I maschi si spostano in continuazione, mentre le femmine sono sedentarie. I maschi spesso marcano il territorio e i cespugli con la loro urina, mentre le femmine utilizzano siti di defecazione comuni. La pulizia del corpo, in particolare dei lobi delle orecchie e del collo, è una pratica comune. Gli okapi spesso strofinano il collo contro gli alberi, rilasciando un essudato bruno.
Il maschio è molto protettivo nei confronti del suo territorio, ma consente alle femmine di attraversarlo per potersi alimentare. I maschi visitano i domini vitali delle femmine all'epoca della riproduzione. Nonostante sia un animale generalmente tranquillo, l'okapi può scalciare e dare testate per manifestare aggressività. Dal momento che le corde vocali sono poco sviluppate, la comunicazione vocale è ristretta soprattutto a tre tipi di suoni - una sorta di «sbuffo» (richiamo di contatto usato da entrambi i sessi), un «gemito» (emesso dalle femmine durante il corteggiamento) e un «belato» (emesso dagli infanti quando sono nervosi). Nella specie si può osservare il flehmen, un'espressione visuale in cui l'animale tira indietro il labbro superiore, mette in mostra i denti e inala attraverso la bocca per pochi secondi. Il predatore principale dell'okapi è il leopardo.

### Alimentazione

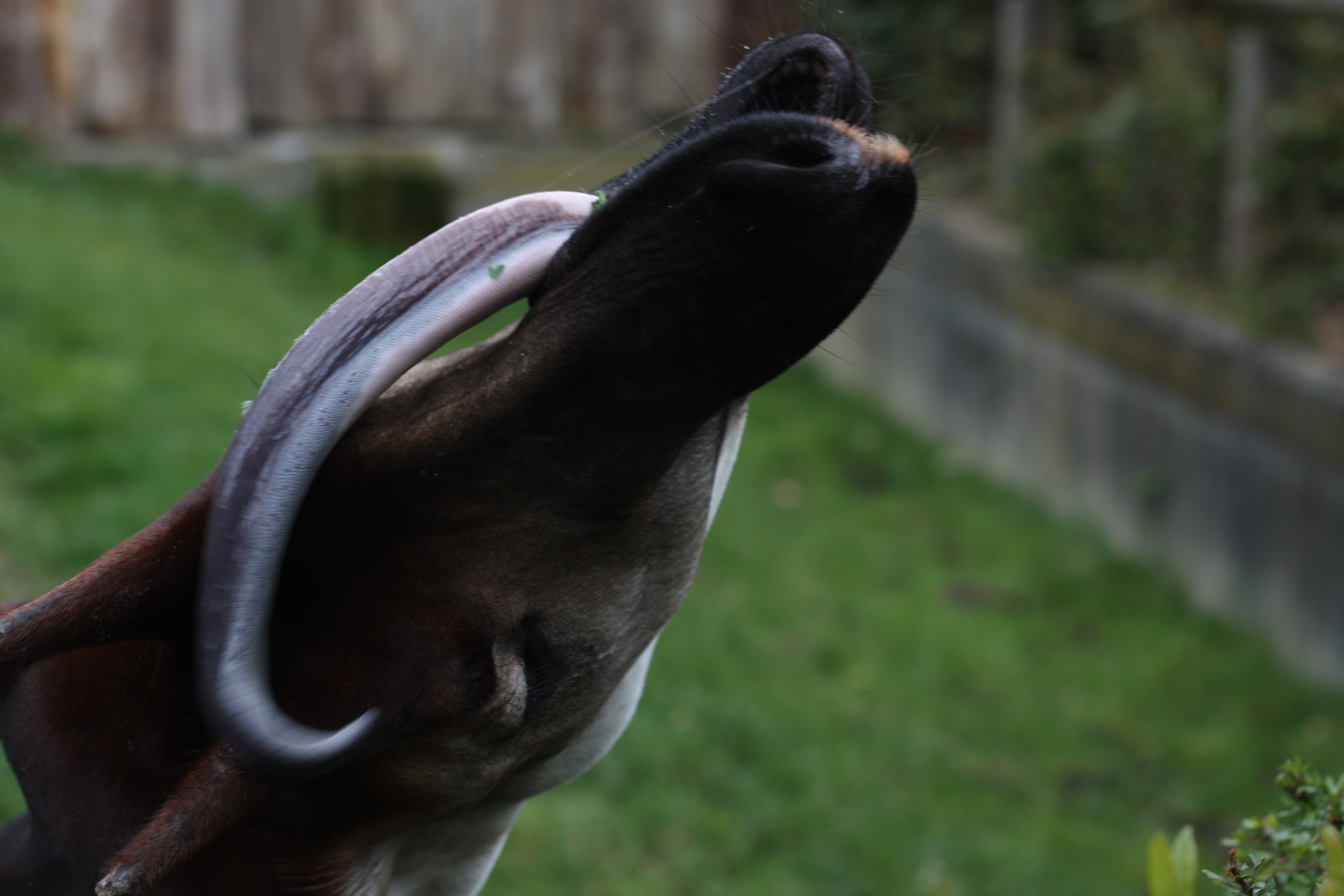
La lunga lingua dell'okapi

Gli okapi sono erbivori e si nutrono di foglie e boccioli di albero, erba, felci, frutta e funghi. Nelle foreste di Ituri, questi animali hanno una dieta unica in quanto sono l'unico mammifero conosciuto che si nutre esclusivamente di vegetazione del sottobosco, dove usano le loro lunghe lingue da 45 centimetri (18 pollici) per cercare selettivamente le piante di cui si nutrono. La loro lunga lingua viene utilizzata anche per pulire le orecchie e gli occhi. Preferiscono alimentarsi nelle radure create da alberi caduti. L'okapi è noto per nutrirsi di oltre 100 specie di piante, alcune delle quali sono note per essere velenose per l'uomo e altri animali. L'analisi delle feci degli esemplari selvatici mostra che nessuna di queste 100 specie domina in modo significativo la dieta dell'okapi. Alla dieta si aggiungono anche arbusti e liane. Componenti principali della dieta sono specie arboree e dicotiledoni; le piante monocotiledoni non vengono mangiate con regolarità. Nella foresta dell'Ituri, l'okapi si nutre soprattutto di vegetali appartenenti alle famiglie Acantacee, Ebenacee, Euforbiacee, Flacurtiacee, Loganiacee, Rubiacee e Violacee.

### Riproduzione

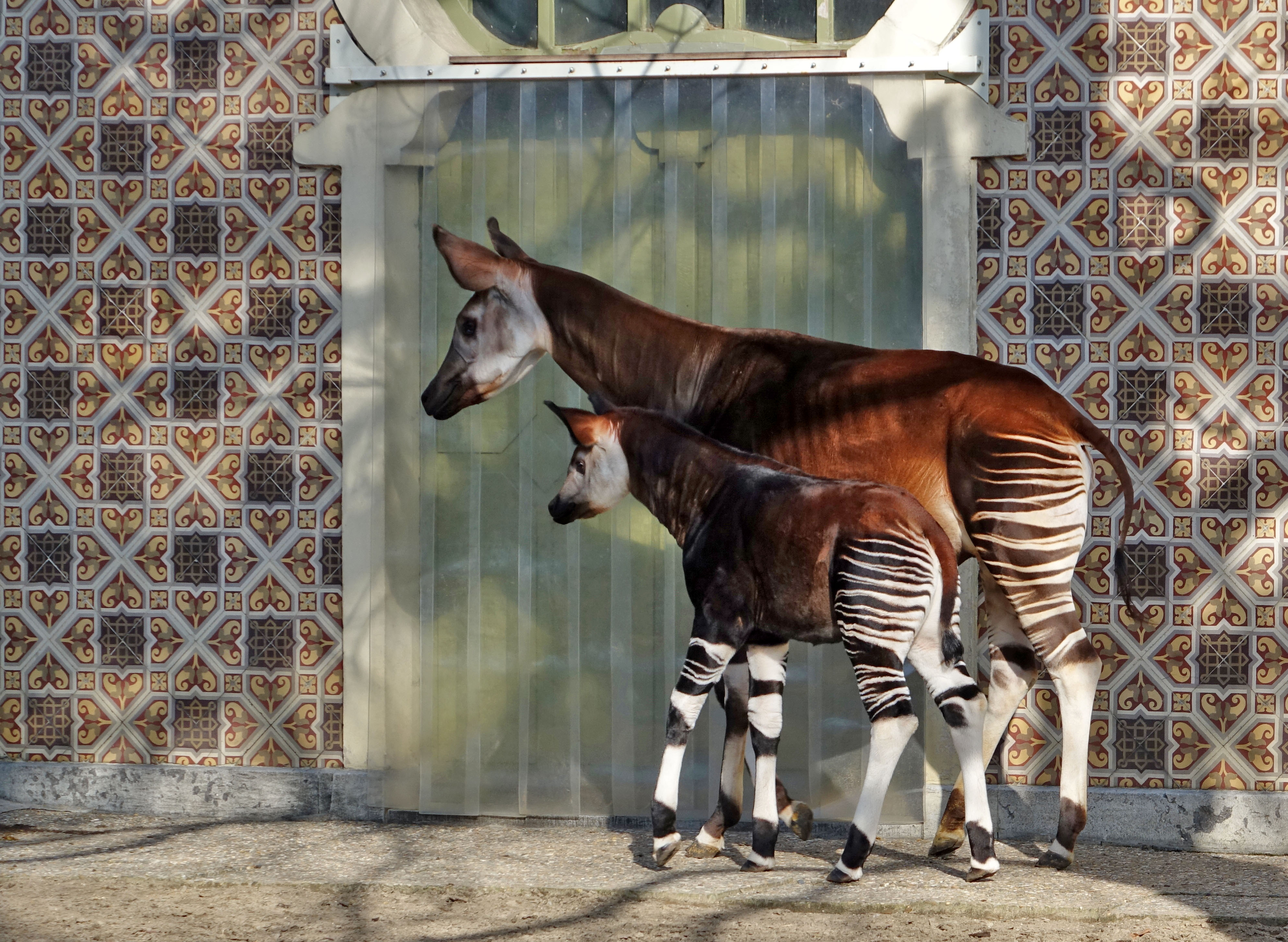
Una femmina insieme al suo cucciolo, allo zoo di Anversa.

Le femmine di okapi raggiungono la maturità sessuale a circa un anno e mezzo di età, mentre i maschi la raggiungono dopo i due anni. La fregola nei maschi e l'estro nelle femmine non dipendono dalla stagione. In cattività, il ciclo estrale si ripete ogni 15 giorni. Maschio e femmina girano in cerchio l'uno intorno all'altro, odorandosi e leccandosi, poi il maschio dimostra la propria superiorità sollevando il capo e lanciando in avanti una delle zampe anteriori. Infine si porta dietro la compagna e ha luogo l'accoppiamento.
Il periodo di gestazione è lungo circa 440-450 giorni, trascorsi i quali nasce di solito un unico piccolo, del peso di 14–30 kg. Le mammelle della femmina gravida iniziano a ingrossarsi due mesi prima del parto, ed essa può avere delle perdite vulvari. Il parto dura 3-4 ore, e la femmina rimane in piedi per tutto questo periodo, anche se può riposarsi durante brevi intervalli. La madre mangia la placenta e pulisce accuratamente il neonato. Il latte della femmina è molto ricco di proteine e ha un basso contenuto di grassi. Come in altri ruminanti, il piccolo può reggersi in piedi entro 30 minuti dalla nascita. Nonostante abbiano un aspetto simile a quello degli adulti, alla nascita i piccoli hanno false ciglia, una lunga criniera dorsale e lunghi peli bianchi nelle strisce. Queste caratteristiche scompaiono gradatamente e nel giro di un anno il piccolo assume l'aspetto generale dell'adulto. Il piccolo rimane nascosto nel folto della foresta, e la madre lo allatta di rado. Il tasso di crescita dei piccoli è particolarmente elevato nei primi mesi di vita, trascorsi i quali diminuisce gradualmente. I giovani iniziano ad assaggiare cibi solidi a partire dai tre mesi e lo svezzamento ha luogo a sei mesi. Lo sviluppo delle corna nei maschi ha luogo un anno dopo la nascita. L'okapi ha una longevità media di 20-30 anni.

## Habitat e distribuzione

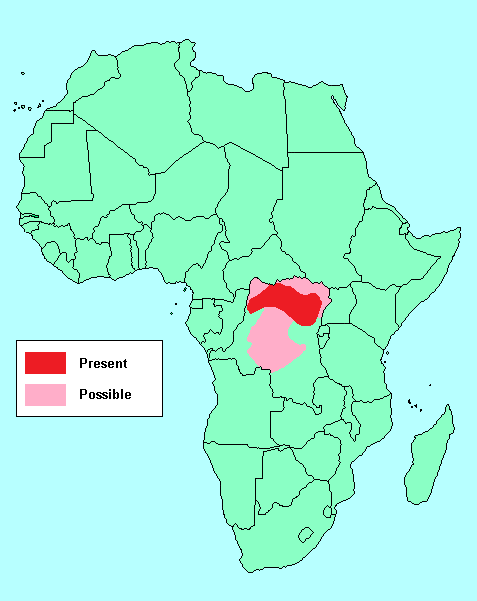
Areale dell'okapi

Gli okapi vivono nelle foreste a baldacchino ad un'altitudine di 500–1500 m. Sono endemici delle foreste tropicali della Repubblica Democratica del Congo. Non sono presenti nelle foreste a galleria, negli habitat disturbati dagli insediamenti umani e nelle foreste paludose, ma possono all'occasione spingersi in aree inondate stagionalmente. Nella stagione secca, visitano gli inselberg rocciosi che forniscono foraggio raro altrove. Uno studio ha riscontrato che la densità degli okapi è in media di 0,53 animali per chilometro quadrato nelle foreste miste di Cynometera.
L'okapi è presente nelle regioni centrali, settentrionali e orientali della Repubblica Democratica del Congo, a nord e ad est del fiume Congo. L'areale della specie si estende dalla foresta della Maiko alla foresta dell'Ituri a nord, e nei bacini fluviali del Rubi, del lago Tele e dell'Ebola a ovest e del fiume Ubangi più a nord. Popolazioni più piccole sono presenti ad ovest e a sud del fiume Congo. La specie è comune anche nelle aree di Wamba e di Epulu. L'okapi è estinto in Uganda.
Nel 2008, è stato avvistato nel Parco Nazionale Virunga.

## Conservazione

### Minacce e conservazione

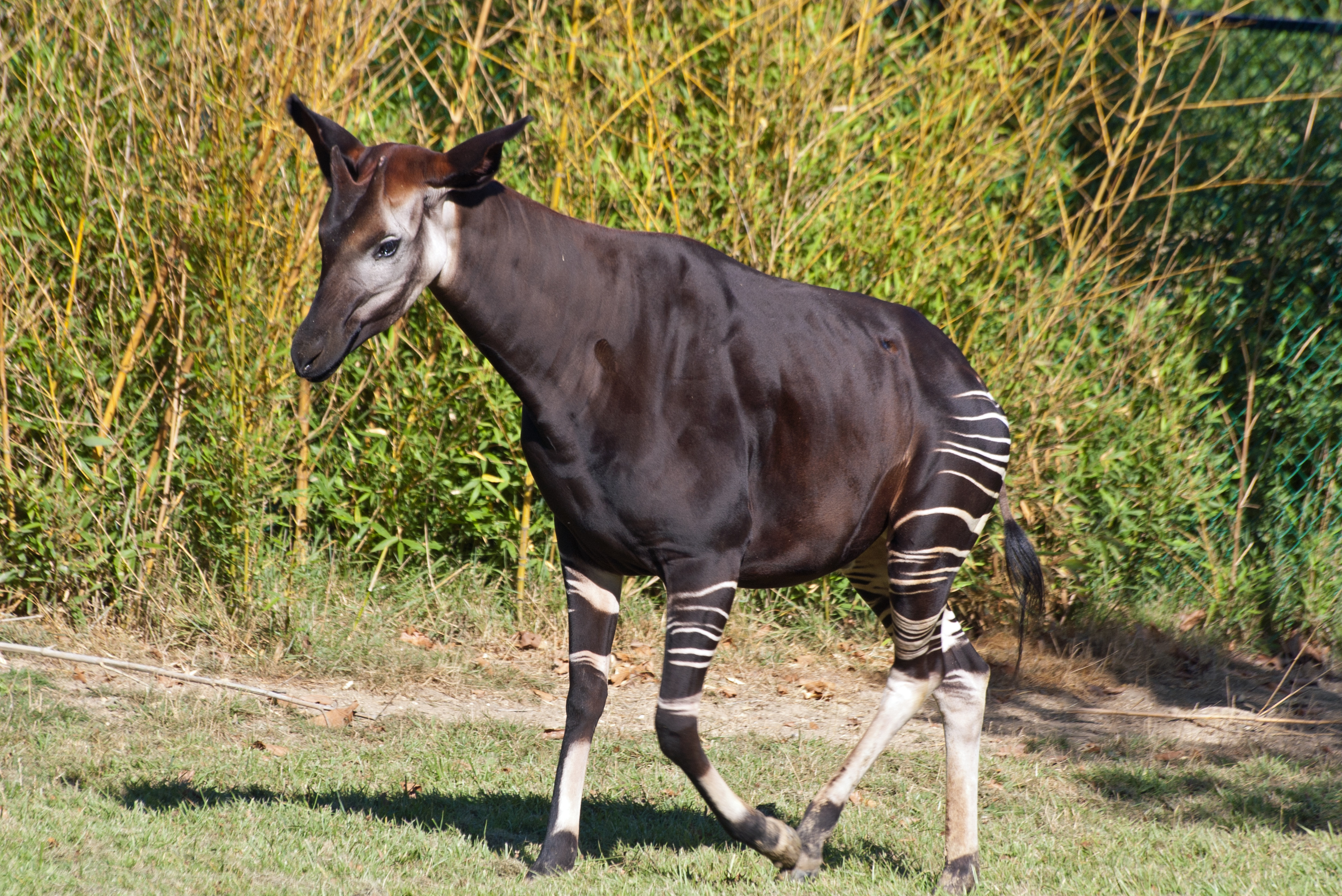
Un maschio, allo ZooParc de Beauval, Francia

L'Unione Internazionale per la Conservazione della Natura (IUCN) classifica l'okapi come specie in pericolo. Esso gode della completa protezione della legge congolese. La riserva naturale degli Okapi e il parco nazionale della Maiko ospitano popolazioni consistenti di quest'animale, sebbene sia stato riscontrato un netto declino degli esemplari dovuto a varie cause. Tra le altre aree in cui l'animale è presente vi sono la riserva di caccia di Rubi-Tele e la riserva di Abumombanzi. Tra i principali fattori che ne minacciano l'esistenza figura la perdita dell'habitat a causa dell'industria del legname e dell'avanzata degli insediamenti umani. Anche la caccia intensa per la carne e la pelle e le estrazioni minerarie illegali hanno contribuito al declino della popolazione. Una nuova minaccia emersa piuttosto recentemente è la presenza di gruppi armati illegali nei dintorni delle aree protette, che scoraggiano i progetti di conservazione e di monitoraggio. Una piccola popolazione vive a nord del parco nazionale dei Virunga, ma è del tutto priva di protezione a causa della presenza di gruppi armati nelle vicinanze. Nel giugno 2012, una banda di bracconieri ha attaccato il quartier generale della riserva naturale degli Okapi, uccidendo sei guardie e altri membri dello staff, nonché tutti i 14 okapi ivi ospitati in cattività.
L'Okapi Conservation Project, istituito nel 1987, opera per la conservazione dell'okapi, nonché per lo sviluppo degli indigeni mbuti. Nel novembre 2011, a Jacksonville, presso il centro White Oak Conservation e il Jacksonville Zoo and Gardens si è tenuto un meeting internazionale dell'Okapi Species Survival Plan (SSP) e dell'Okapi European Endangered Species Programme (EEP), al quale sono intervenuti rappresentanti di zoo degli USA, dell'Europa e del Giappone. L'obiettivo era quello di discutere sulla gestione degli okapi in cattività e di organizzare un progetto di sostegno per la conservazione della specie. Molti zoo in Nordamerica e in Europa ospitano degli okapi.

### Okapi negli zoo
Ci sono circa 100 okapi negli zoo accreditati dall'Association of Zoos and Aquariums (AZA). La popolazione di okapi in America è gestita dal Piano di sopravvivenza delle specie di AZA, un programma di allevamento che lavora per garantire la diversità genetica delle popolazioni in cattività degli animali in via d'estinzione, mentre l'EEP (libro genealogico europeo) e l'ISB (libro genealogico globale) sono gestiti dallo zoo di Anversa, che fu il primo zoo ad ospitare un okapi (nel 1919), nonché uno degli zoo con più successo nell'allevarli in cattività.
Lo zoo del Bronx è stato il primo zoo in Nord America ad ospitare un okapi, nel 1937. Questo zoo ha uno dei programmi di allevamento in cattività di maggior successo, con 13 cuccioli nati dal 1991.
Lo zoo di San Diego espone gli okapi dal 1956 e ha avuto la prima nascita nel 1962. Da allora, sono nati oltre 60 cuccioli tra lo zoo e lo Zoo Safari Park di San Diego, l'ultimo dei quali è Mosi, un maschio nato all'inizio dell'agosto 2017 allo zoo di San Diego.
Anche lo zoo di Brookfield di Chicago ha contribuito notevolmente alla popolazione in cattività negli zoo accreditati. Lo zoo ha avuto 28 nascite dal 1959.
Altri zoo nordamericani che ospitano e hanno avuto successo nella riproduzione di questi animali includono lo zoo di Denver e lo zoo di Cheyenne Mountain (Colorado); lo zoo di Houston, lo zoo di Dallas e lo zoo di San Antonio (Texas); il Disney's Animal Kingdom, lo zoo di Miami e il Lowry Park Zoo di Tampa (Florida); lo zoo di Los Angeles (California); lo zoo di Saint Louis (Missouri); lo zoo di Cincinnati e lo zoo di Columbus (Ohio); lo zoo di Memphis (Tennessee); lo zoo di Maryland (Maryland) e The Sedgwick County Zoo e il Tanganyika Wildlife Park (Kansas); il Roosevelt Park Zoo (Dakota del Sud), l'Henry Doorly Zoo di Omaha (Nebraska); lo zoo di Philadelphia (Philadelphia).
In Europa, gli zoo che ospitano e allevano gli okapi includono il Parco zoologico di Madrid (Spagna), lo zoo di Chester, lo zoo di Londra, lo Yorkshire Wildlife Park, lo zoo di Marwell, The Wild Place (Regno Unito); lo zoo di Dublino (Irlanda), il Zoologischer Garten Berlin, lo zoo di Francoforte, lo zoo di Wilhelm, lo zoo di Wuppertal, lo zoo di Colonia, lo zoo di Lipsia (Germania) e lo zoo di Anversa (Belgio); lo zoo di Basel (Svizzera); lo zoo di Copenaghen (Danimarca); lo zoo di Rotterdam, il Safaripark Beekse Bergen (Paesi Bassi) e lo zoo di Dvůr Králové (Repubblica Ceca), lo zoo di Wrocław (Polonia); Bioparc Zoo de Doué, ZooParc de Beauval (Francia); lo zoo di Lisbona (Portogallo); in Italia, okapi vivono nel Parco Zoo di Falconara Marittima (Ancona).
In Asia, solo due zoo in Giappone ospitano gli okapi; lo Ueno Zoo, a Tokyo, e lo Zoorasia, a Yokohama.